# Scum (videojuego)
Scum es un videojuego de supervivencia multijugador en línea desarrollado por Gamepires, producido por Croteam y publicado por Devolver Digital. El juego se describe como un juego de supervivencia y contará con un mundo abierto. Fue lanzado en Steam en formato de acceso anticipado el 29 de agosto de 2018. El juego utiliza el motor gráfico Unreal Engine 4.

## Desarrollo
El desarrollo del juego se anunció por primera vez en agosto de 2016 y está previsto que entre en el acceso temprano de Steam en el segundo trimestre de 2018.

## Historia
"La insaciable necesidad de entretenimiento del mundo se ha convertido en sed de sangre a medida que el gigante del entretenimiento TEC1 se prepara para estrenar la segunda temporada de su sensación televisiva Scum.
Esta nueva temporada traslada la competición del escarpado y cerrado sector de Alcatraz a toda la grandeza de Bagne de Cayenne, una isla con un sórdido historial de encarcelamiento violento.
Tanto los favoritos de los aficionados como los nuevos prisioneros se enfrentarán en una despiadada guerra de supervivencia mientras luchan por el apoyo de televidentes, productores y patrocinadores corporativos por la fama, los regalos y una oportunidad de vida después de la muerte".

## Jugabilidad
El juego se desarrolla en una isla inspirada en el Mediterráneo donde 64 jugadores por servidor intentarán sobrevivir y salir de la isla quitando primero el implante que te impide salir. El jugador ganará puntos de fama a través de la participación en varios eventos impulsados por la acción o simplemente por sobrevivir en un ambiente hostil. Estos puntos de fama permiten que el jugador sea clonado en caso de muerte, así como la moneda utilizada para comprar o comerciar en varias zonas seguras. El jugador será capaz de fortificar las estructuras y puntos existentes con el fin de asegurar las posiciones o almacenar los elementos necesarios para el jugador.
El personaje que intérpretes poseerá cuatro atributos principales: fuerza, destreza, constitución e inteligencia. Esto le permitirá formar el estilo de juego de su preferencia - desde carreras de larga distancia hasta tanques grandes y voluminosos. Promete simular el cuerpo humano, y como tal, utiliza una interfaz especial conectada al "monitor BCU" del reproductor que realiza un seguimiento de las calorías, vitaminas, salud y otras estadísticas de tu personaje. El jugador puede elegir ignorar estos elementos del juego, pero los jugadores hardcore pueden profundizar en estos sistemas para mejorar el rendimiento del personaje (velocidad, resistencia, peso a llevar, etc.). Otro aspecto es la digestión; por ejemplo, si te rompen todos los dientes, tendrás que encontrar una manera de licuar los alimentos para poder digerirlos. Defecar y orinar dejará evidencia física de sus actividades en la isla, la cual podría ser usada para rastrear a otro jugador. Cosas como el combate dependerá del nivel de habilidad de tu jugador, pero también de cosas como la resistencia, la salud, etc. La humedad, el olfato, la medicina, la cocina, el hackeo, la artesanía, la caza y el veneno también jugarán un papel importante en el juego.
El juego ofrecerá perspectivas en tercera y primera persona, desde las cuales el jugador puede alternar, pero evitará que la tercera persona se asome al desdibujar cualquier cosa que tu personaje no pueda ver.

## Recepción
El juego fue nombrado como uno de los mejores juegos indie de PAX East 2018 por Game Informer. Recibió una atención similar por parte de Gamespot, incluyéndolo entre los juegos más notables de PAX East 2018.